# 春親
春親（はるちか、生没年不詳）とは、明治時代の浮世絵師。

## 来歴
師系・経歴不明。画風は小林清親風とされるが、清親の門人だったかどうかは定かではない。明治13年（1880年）12月に清親風の横大判錦絵「池上本門寺夕景」を出している。この作について『浮世絵師伝』は、「版元の届けは寺島村の浦野淺右衛門とあり、未だ版元に認められず、自家出版か或は親戚に頼みて一図だけ試みたるならむ」と述べている。